# 筑紫野インターチェンジ
筑紫野インターチェンジ（ちくしのインターチェンジ）は、福岡県筑紫野市にある九州自動車道のインターチェンジ（開発インターチェンジ）である。

## 道路
- E3 九州自動車道（8-1番）

## 接続する道路

### 直接接続
- 福岡県道7号筑紫野インター線

### 間接接続
- 福岡県道17号久留米基山筑紫野線（鳥栖筑紫野道路）
- 福岡県道31号福岡筑紫野線

## 歴史
- 1998年（平成10年）3月31日 : 供用開始。

## 料金所
- ブース数：9

### 入口
- ブース数：3
  - ETC専用：1
  - ETC/一般：1
  - 一般１

### 出口
- ブース数：6
  - ETC専用2
  - 一般 4(うち自動収受機2)

## 周辺
- 二日市温泉
- イオンモール筑紫野
- ゆめタウン筑紫野

## 隣
E3 九州自動車道
(8)太宰府IC - (8-1)筑紫野IC - 基山PA - (9)鳥栖JCT/IC